# Historia de Fiyi
La historia de Fiyi empieza con la llegada de los primeros seres humanos al archipiélago de Fiyi, que habrían sido pueblos austronesios que durante milenios se habían expandido desde su región originaria en el Sudeste Asiático, aproximadamente en el año 3500 a. C. Actualmente Fiyi es un país lingüística y culturalmente diverso, en su territorio se hablan unas 10 lenguas diferentes, de las cuales 8 de ellas son autóctonas que datan del periodo precolonial. Las dos más extendidas son el inglés y el hindi de Fiyi, lenguas alóctonas asociadas al período colonial.

## Período precolonial
Parece ser que Fiyi podría haber tenido varias olas migratorias pueblos oceánicos, se ha especulado que Fiyi hubiera podido ser inicialmente poblado por pueblos micronesios, antes de la llegada de polinesios, aunque la evidencia de presencia micronesia es escasa, y se limita a relatos mitológicos Ma'afu. La evidencia arqueológica sugiere la ocupación de las islas se remonta a varios milenios. La cultura material testimoniada en el registro arqueológico de Fiyi parece similar a la que se encuentra en regiones de Polinesia.
Entre los siglos XIII y XVI estuvo sujeto a la influencia y dominio del Imperio Tuʻi Tonga, que dominaba además de Fiyi, los archipiélagos de Tonga y Samoa. En tanto que los primeros exploradores europeos llegaron en el siglo XVII. Sin embargo, no fue hasta el siglo XIX, que los europeos se establecieron en las islas de forma permanente. Fiyi se sometió al control británico como colonia en 1874.

## Fiyi independiente
La independencia fue concedida el 10 de octubre de 1970. El gobierno democrático fue interrumpido por dos golpes militares en 1987, causados como respuesta a una excesiva influencia de la comunidad indo-fiyiana sobre el gobierno. Esta comunidad, una de las más numerosas del país, desciende de agricultores llegados desde la India durante el mandato británico.
La constitución de 1990 garantizó el control fiyiano de Fiyi, pero produjo una fuerte emigración india; la pérdida de población resultó en dificultades económicas, aunque aseguró  que los melanesios se convirtieran en la mayoría. Enmiendas redactadas en 1997 hicieron la constitución  más equitativa. Se llevaron a cabo elecciones libres y pacíficas en 1999 que resultaron en un gobierno liderado por un indo-fiyiano. Un año después, este fue depuesto en golpe de Estado liderado por George Speight, un nacionalista fiyiano de línea dura. Seguidamente Frank Bainimarama, líder del ejército, realizó un contragolpe para paralizar el de Speight. La democracia fue restaurada hacia finales de 2000, y Laisenia Qarase, quien mientras tanto había liderado el gobierno interino, fue elegido primer ministro con el apoyo implícito de Bainimarama.
Para ser un país de su tamaño, Fiyi tiene fuerzas armadas excepcionalmente capaces, y ha sido uno de los países que más han colaborado en las misiones de paz que la ONU ha organizado en diversas partes del mundo.

### Golpe de Estado del 2006
El 4 de diciembre de 2006, el comodoro Bainimarama realiza un nuevo golpe de Estado contra Qarase. Bainimarama se había vuelto contra el gobierno por la clemencia con la que actuaba Qarase ante los golpistas de Speight. Las tropas rodearon la residencia de Qarase, apartándola del resto de la capital. Hombres armados formaron barricadas por toda la capital, incluyendo los alrededores de la oficina de Qarase. Los soldados también atacaron comisarías y se hicieron con las armas de la única unidad armada de la policía, además de desarmar a los guardaespaldas del propio Qarase. Bainirama se ha convertido en el presidente de facto del país, imponiendo a Jona Senilagakali como primer ministro.

### Crisis del 2009
El 1 de septiembre de 2009, Fiyi es suspendido totalmente de la Mancomunidad de Naciones, al negarse a ceder ante las peticiones de convocar a elecciones en el año 2010.

### Actualidad
El régimen promulgó una nueva Constitución en septiembre de 2013 y en septiembre de 2014 se celebraron elecciones generales. Las ganó el Partido FijiFirst de Bainimarama.
La ciudadanía múltiple, previamente prohibida por la constitución de 1997 (derogada en abril de 2009), ha sido permitida desde el Decreto de Ciudadanía de abril de 2009 y establecida como un derecho bajo la Sección 5(4) de la Constitución de septiembre de 2013.
Como ya se propuso en la Carta del Pueblo para el Cambio, la Paz y el Progreso de 2008, el Decreto [Enmienda] de Asuntos de Fiyi de 2010 reemplazó la palabra fiyiano o indígena fiyiano por la palabra iTaukei en todas las leyes escritas y en toda la documentación oficial al referirse al original. Todos los ciudadanos de Fiyi ahora se denominan fiyianos.